# Miritis-tapuias
Os miritis-tapuias são um grupo indígena que habita o Noroeste do estado brasileiro do Amazonas, mais precisamente as Áreas Indígenas Alto Rio Negro, Pari Cachoeira I, Pari Cachoeira II e Pari Cachoeira III.